# 大阪商業大学堺高等学校
大阪商業大学堺高等学校（おおさかしょうぎょうだいがくさかいこうとうがっこう）は、大阪府堺市中区堀上町にある私立高等学校。略称は「大商大堺」（だいしょうだいさかい)「商大堺」(しょうだいさかい)

## 概要
学校内に農園を併設し、農園での作物栽培を通じた「勤労教育」を実践している。

## 沿革
1968年に学校法人清陵学園が運営母体となった堺経理高等学校として開校した。1973年には大阪商業大学の系列校となった。
運営母体の学校法人清陵学園は系列校化以降も存続していたが、学校法人清陵学園は2009年4月1日、大阪商業大学などの経営母体である学校法人谷岡学園と合併した。
- 1960年12月 - 計理士・税理士の指吸千之助、堺経理専門学校を開校。
- 1968年2月 - 堺経専を母体に学校法人清陵学園の設立認可、堺経理高等学校として開校。
- 1973年4月 - 大阪商業大学の系列校となる。大阪商業大学附属堺高等学校に改称。
- 1975年4月 - 商業科募集停止。
- 1981年4月 - 勤労教育導入。
- 1992年4月 - 大阪商業大学堺高等学校に改称。
- 1994年9月 - 堺経理専門学校を廃校。
- 2005年4月 - 男女共学化（特進エキスパート・特進アドバンス・グローバル）。男女新制服導入。
- 2008年4月 - 「グローバルコース」を「進学グローバルコース」へと名称変更。全コース（特進エキスパート・特進アドバンス・進学グローバル・スポーツ）共学化。
- 2009年4月 - 学校法人谷岡学園の運営となる。

## 教育目標
感謝する、他人を思いやるなど、人間として最も大切な心の豊かさを養うために、全ての教育活動において「心の教育」を実施・重視している。
- 学…教えるという立場より「自ら学ぶ」という意欲と学習方法の習得に重きを置き、個性・適性に応じた効果的な方法で基礎的な学力の向上と実力の養成をはかる。
- 律…社会への適応能力をしっかり身につけさせるため、教員との信頼関係を築き、ねばり強い指導により「自らを律する」力を養う。
- 労…望ましい勤労感を体得させるため、生命(いのち)を育み心を磨く、「勤労教育」を実践する。収穫した作物は家庭と学校、地域と学校をつなぐ。

## コース編成
- 特進エキスパート…国公立大、難関私大への合格を目指す。
- 特進アドバンス…有名私大への合格を目指す。
- 進学グローバル…系列大、四年制大への合格を目指す。
- スポーツ…心・技・体を鍛錬し、真のアスリートを目指す。

特進系のコースは、夏季・冬季の特別編成授業や、予備校連携の「進学講座」で学力向上を図る。また、三年生の夏に学習合宿を行い、国・数・英のセンター試験対策を行う。
進学グローバルコースは、大阪商業大学、大阪女子短期大学への「系列高等学校推薦入試制度」と、神戸芸術工科大学への｢指定校推薦」を備え、学校推薦の生徒が優先的に入学できる。また、他コースの比べ芸術系授業が多く、このコース特有の商業系授業も存在する。
スポーツコースは、部活動と学業の両立をはかり、希望の進路を目指す。基礎的な教科学習を重視し、多彩な進路に対応している。また、救命講習などの専門知識の習得とともに心身を鍛錬している。
対象は硬式野球部（男子）、女子バレーボール部、柔道部（男女）、日本拳法部（男女）、男子ハンドボール部、女子ハンドボール部、女子硬式テニス部、サッカー部（男子）、女子バドミントン部の9部となっている。

## クラブ活動

### 運動部
- ★硬式野球部（男子）
- 陸上競技部（男女）
- 男子バレーボール部
- ★女子バレーボール部
- ★柔道部（男女）
- 男子バスケットボール部
- 女子バスケットボール部
- ★日本拳法部（男女）
- ウエイトリフティング部（男子）
- ★男子ハンドボール部
- ★女子ハンドボール部
- 男子硬式テニス部
- ★女子硬式テニス部
- 剣道部（男女）
- 卓球部（男子）
- 空手道部（男女）
- ★サッカー部（男子）
- ★女子バドミントン部
- 女子ダンス部

### 文化部
- 美術部（男女）
- 軽音楽部（男女）
- 写真部（男女）
- 囲碁将棋部（男女）
- 新聞部（男女）
- 郷土研究部（男女）
- 放送部（男女）
- 舞台芸術部（男女）
- 簿記会計部（男女）
- 家庭科部（男女）
- ESS部（男女）
- 書道部（男女）

★は強化指定部
※男女一緒に活動する部は（男女）、男女別々で活動する部は（男女別）として表記している。
　また、男女のうちどちらかを専門としている部は（男子）・（女子）として表記している。

## 著名な出身者
- 永澤俊矢 - 俳優
- ジミー大西 - 画家、お笑いタレント
- 松井佑介 - 元プロ野球選手（中日ドラゴンズ、オリックス・バファローズ）
- 作田栄和 - 元プロ野球選手（日本ハムファイターズ）
- 大江弘明 - 元プロ野球選手（ヤクルトスワローズ）
- 国松慶輝 - 元プロ野球選手（西武ライオンズ）
- 南出仁 - 元プロ野球選手（日本ハムファイターズ）
- 前田稔輝 - プロボクサー

## 交通
- 鉄道
  - 南海泉北線深井駅から西へ徒歩15分。
  - JR阪和線津久野駅から南東へ徒歩25分。
- バス（南海バス）
  - 深井駅から津久野駅前行き、八田荘団地停留所へ5分、徒歩5分
  - 中百舌鳥駅から伏尾行きまたは中老人福祉センター行き、堀上停留所へ15分、徒歩3分
  - 堺東駅から泉ヶ丘駅行き、堀上停留所へ25分、徒歩3分
  - 泉ヶ丘駅から堺東駅前行き、堀上停留所へ15分、徒歩3分
  - 津久野駅から
    - 堀上緑町1丁行き、八田寺公園前停留所へ10分、徒歩3分
    - 深井駅行き、八田荘団地停留所へ15分、徒歩5分
    - 中深井経由泉ヶ丘駅行き、堀上停留所へ10分、徒歩3分